# Plastophora stuckenbergi
Plastophora stuckenbergi är en tvåvingeart som beskrevs av Rudolf Beyer 1960. Plastophora stuckenbergi ingår i släktet Plastophora och familjen puckelflugor. Inga underarter finns listade i Catalogue of Life.